# Atletica leggera ai Giochi della XXIV Olimpiade - 1500 metri piani femminili

Video della gara (telecronaca in inglese)

Video della gara (telecronaca in spagnolo)

I 1500 metri piani hanno fatto parte del programma femminile di atletica leggera ai Giochi della XXIV Olimpiade. La competizione si è svolta nei giorni 29 settembre-1º ottobre 1988 allo Stadio olimpico di Seul.

## Presenze ed assenze delle campionesse in carica
| Competizione        | Atleta              | Prestazione | Seul 1988  |
| ------------------- | ------------------- | ----------- | ---------- |
| Olimpiadi 1984      | Gabriella Dorio     | 4'03”25     | Rit. 1984  |
| Commonwealth 1986   | Kirsty Wade         | 4'10”91     | Presente   |
| Goodwill Games 1986 | Tatyana Samolenko   | 4'05”50     | Presente   |
| Europei 1986        | Ravilja Agletdinova | 4'01”19     | Non selez. |
| Panamericani 1987   | Linda Sheskey       | 4'07”84     | Non qual.  |
| Africani 1987       | Selina Chirchi      | 4'13”91     | Assente    |
| Mondiali 1987       | Tatyana Samolenko   | 3'58”56     | Presente   |

1. ↑  Sotto la bandiera della Gran Bretagna.

## La gara
La prima semifinale è vinta dalla rumena Doina Melinte in 4'06"87. La seconda semifinale è molto più veloce: in una volata a tre prevale la rumena Paula Ivan (4'03"33), sull'americana Mary Decker (4'03"61) e sulla tedesca est Andrea Hahmann (4'03"65). Le sovietiche si nascondono. Però Lyubov Gurina, ex olimpionica ed ex primatista mondiale, si dimostra l'anello debole della squadra: viene eliminata.

Fin dai primi metri della finale Paula Ivan si lancia in una corsa all'attacco. Le due sovietiche non riescono a riprenderla e la rumena vince con 30 metri di distacco, migliorando il record olimpico di due secondi abbondanti.

Si classifica ottava la vincitrice dei Trials USA, Mary Decker, in 4'02"49.
Il tempo di Paula Ivan rappresenta la seconda miglior prestazione di sempre.

## Risultati

### Turni eliminatori
| 2 Batterie | 29 settembre | 28 partenti    | Si qualificano le prime 4 + i 4 migliori tempi. |
| Finale     | 1º ottobre   | 12 concorrenti |                                                 |

## Batterie
Giovedì 29 settembre 1988.

Si qualificano per il secondo turno le prime 4 classificate di ogni batteria (Q). Vengono ripescati i 4 migliori tempi fra le escluse (q).

### 1ª Batteria
| Posizione | Corsia | Nome                 | Nazionalità        | Tempo   | Note                          |
| --------- | ------ | -------------------- | ------------------ | ------- | ----------------------------- |
| 1         | -      | Doina Melinte        | Romania            | 4'06"87 | Q                             |
| 2         | -      | Deborah Bovker       | Canada             | 4'07"06 | Q                             |
| 3         | -      | Tatyana Samolenko    | Unione Sovietica   | 4'07"11 | Q                             |
| 4         | -      | Kim Gallagher        | Stati Uniti        | 4'07"22 | Q                             |
| 5         | -      | Elisa Van Hulst      | Paesi Bassi        | 4'07"40 |                               |
| 6         | -      | Kirsty Vade          | Gran Bretagna      | 4'08"37 |                               |
| 7         | -      | Lyubov Gurina        | Unione Sovietica   | 4'08"59 | Miglior prestazione personale |
| 8         | -      | Angela Chalmers      | Canada             | 4'08"64 |                               |
| 9         | -      | Vera Michallek       | Germania Ovest     | 4'10"05 |                               |
| 10        | -      | Cornelia Buerki      | Svizzera           | 4'10"89 |                               |
| 11        | -      | Khin Khin Htwe       | Birmania           | 4'20"92 | [ 2 ]                         |
| 12        | -      | Hea-Soon Noh         | Corea del Sud      | 4'26"05 |                               |
| 13        | -      | Daphrose Nyiramutuzo | Ruanda             | 4'32"31 |                               |
| 14        | -      | Polonie D. Avek      | Papua Nuova Guinea | 4'46"49 |                               |

### 2ª Batteria
| Posizione | Corsia | Nome               | Nazionalità       | Tempo   | Note                          |
| --------- | ------ | ------------------ | ----------------- | ------- | ----------------------------- |
| 1         | -      | Paula Ivan         | Romania           | 4'03"33 | Q                             |
| 2         | -      | Mary Decker        | Stati Uniti       | 4'03"61 | Q                             |
| 3         | -      | Andrea Hahmann     | Germania Est      | 4'03"65 | Q                             |
| 4         | -      | Lynn Williams      | Canada            | 4'04"20 | Q                             |
| 5         | -      | Shireen Bailey     | Gran Bretagna     | 4'04"65 | , q                           |
| 6         | -      | Christina Cahill   | Gran Bretagna     | 4'05"33 | q                             |
| 7         | -      | Laima Baikauskaite | Unione Sovietica  | 4'05"74 | q                             |
| 8         | -      | Fatima Aouam       | Marocco           | 4'06"87 | q                             |
| 9         | -      | Hassiba Boulmerka  | Algeria           | 4'08"33 | Miglior prestazione personale |
| 10        | -      | Susan Sirma        | Kenya             | 4'10"13 | Miglior prestazione personale |
| 11        | -      | Regina Jacobs      | Stati Uniti       | 4'18"09 |                               |
| 12        | -      | Letitia Vriesde    | Suriname          | 4'19"58 | Miglior prestazione personale |
| 13        | -      | Laverne Bryan      | Antigua e Barbuda | 4'39"73 |                               |
| 14        | -      | Rachel Thompson    | Sierra Leone      | 5'31"42 |                               |

## Finale
| Record mondiale      | Tat'jana Kazankina | 3'52"47 | Mosca      | 13 agosto 1980 |
| Record olimpico      | Tat'jana Kazankina | 3'56"56 | Mosca      | 1º agosto 1980 |
| Capolista stagionale | Paula Ivan         | 3'56"22 | Letzigrund | 17 agosto 1988 |

Lunedì 1º ottobre 1988, Stadio olimpico di Seul.
| Pos. | Corsia | Atleta             | Età | Nazione          | Tempo   | Note                          |
| ---- | ------ | ------------------ | --- | ---------------- | ------- | ----------------------------- |
|      | -      | Paula Ivan         | 25  | Romania          | 3'53"96 | Record olimpico               |
|      | -      | Laima Baikauskaite | 32  | Unione Sovietica | 4'00"24 | Miglior prestazione personale |
|      | -      | Tatyana Samolenko  | 27  | Unione Sovietica | 4'00"30 |                               |
| 4    | -      | Christina Cahill   | 31  | Gran Bretagna    | 4'00"64 |                               |
| 5    | -      | Lynn Williams      | 28  | Canada           | 4'00"86 |                               |
| 6    | -      | Andrea Hahmann     | 22  | Germania Est     | 4'00"96 |                               |
| 7    | -      | Shireen Bailey     | 29  | Gran Bretagna    | 4'02"32 | Miglior prestazione personale |
| 8    | -      | Mary Decker        | 30  | Stati Uniti      | 4'02"49 |                               |
| 9    | -      | Doina Melinte      | 31  | Romania          | 4'02"89 |                               |
| 10   | -      | Fatima Aouam       | 28  | Marocco          | 4'08"00 |                               |
| 11   | -      | Kim Gallagher      | 24  | Stati Uniti      | 4'16"25 |                               |
| 12   | -      | Deborah Bovker     | 29  | Canada           | 4'17"95 |                               |